# A Chorus Line (Film)
A Chorus Line ist ein US-amerikanisches Filmdrama von Richard Attenborough aus dem Jahr 1985. Die Handlung basiert auf dem Musical A Chorus Line. Michael Douglas spielt den Regisseur und Choreografen Zach, der acht Kandidaten für eine neue Broadway-Produktion auswählen muss. Das Ausleseverfahren, dem sich die Tänzerinnen und Tänzer unterziehen müssen, ist extrem hart.

## Handlung

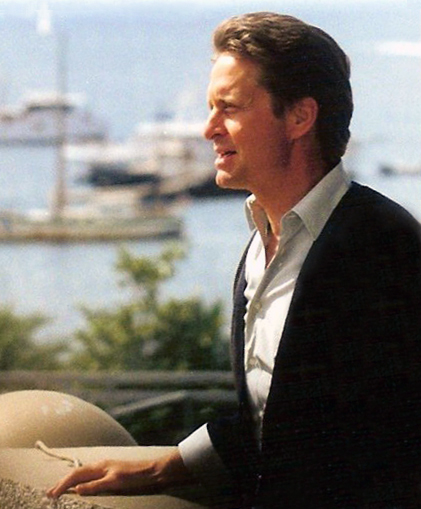
Michael Douglas (1988)

A Chorus Line handelt von der Suche nach einer Besetzung für ein geplantes Broadway-Musical. Zach, Regisseur und Choreograf, benötigt für den Chorus des Stückes vier Tänzer und vier Tänzerinnen. Sie sollen aus hunderten von Bewerbern („Gypsies“) ausgewählt werden, die an einem öffentlichen Vortanzwettbewerb teilnehmen.
Zu Beginn wird den jungen Tänzern, die alle unbedingt eine Anstellung brauchen, eine Kombination von Schritten vorgegeben, und sie bekommen ein paar Sekunden Zeit, um vorzutanzen. Die meisten werden abgewiesen oder auf der Stelle unterbrochen. Der Rest nimmt an einem weiteren strengen Ausleseprozess teil, bis schließlich nur noch sechzehn übrig bleiben, die an der weißen Linie stehen, die quer über die Bühne verläuft.
Bevor er die endgültige Auswahl trifft, verlangt Zach von jedem, dass er etwas von sich selbst erzählt, damit er beurteilen kann, wer für die Rollen des Musicals geeignet sein könnte: „Ich werde euch aufrütteln und sehen, wer ihr wirklich seid.“ Die Aufgabe wird dabei für einige der Tänzer zum Seelenstriptease, wenn sie etwa von der Trennung ihrer Eltern oder über ihre eigene Homosexualität sprechen müssen. 
Die Spannung verschärft sich durch die Ankunft von Cassie, einer ehemaligen Chorustänzerin, die früher einen großen Erfolg hatte, als sie in einer Show den Solopart übernehmen musste. Sie war mit Zach liiert, hatte ihn aber wegen eines Angebotes aus Hollywood verlassen. Auch sie will sich in die „Line“ einreihen und für die Show probetanzen, was zunächst von Zach aufgrund ihres Könnens abgelehnt wird, da dies nicht zu dem Niveau der Gruppe passe. Als sie jedoch nicht nachgibt, wird sie in die Gruppe der letzten Sechzehn aufgenommen.
Nach der letzten Prüfung, anhand derer aus den verbliebenen sechzehn Tänzern und Tänzerinnen acht für die Aufführung ausgewählt werden müssen, lässt Zach eine Hälfte vortreten, die sich sogleich glücklich schätzt, das Auswahlverfahren gewonnen zu haben. Tatsächlich hat Zach aber die anderen acht ausgewählt, und in der Schlussszene sieht man sämtliche Teilnehmer der Endausscheidung (auch die nicht übernommenen).

## Kritiken
Roger Ebert schrieb in der Chicago Sun-Times vom 20. Dezember 1985, dass der Film das „harte“ Leben der Tänzer zeige, die für „eine Handvoll von Rollen“ „hunderte Male“ vorsprechen müssen. Er könne die „Puristen“, die eine getreue Verfilmung der Vorlage erwarten würden, nicht zufriedenstellen. Ebert fragte, ob die letzte Szene die „Unmenschlichkeit“ des Charakters von Zach bedeute.

## Auszeichnungen
Der Film wurde im Jahr 1986 in den Kategorien Bester Schnitt (John Bloom), Bester Song (Surprise, Surprise von Marvin Hamlisch und Ed Kleban) und Bester Ton (Donald O. Mitchell, Michael Minkler, Gerry Humphreys, Christopher Newman) für den Oscar nominiert.
Der Regisseur Richard Attenborough und der Film als Bester Film – Komödie oder Musical wurden im Jahr 1986 für den Golden Globe Award nominiert. Der Filmeditor John Bloom und die Tongestalter wurden im Jahr 1986 für den BAFTA Award nominiert. Als Bester fremdsprachiger Film wurde der Film 1987 für den Award of the Japanese Academy nominiert.

## Hintergrund
Der Film wurde in zwei Theatergebäuden in Manhattan, New York City gedreht. Er spielte in den Kinos der USA ca. 4,8 Millionen US-Dollar ein.